# Kaisermühle (Wernersberg)
Die Kaisermühle in der Pfalz, auch Wernersberger Mühle genannt, ist eine Wassermühle beim Dorf Wernersberg. Sie steht unter Denkmalschutz und ist darüber hinaus als Wohnplatz ausgewiesen.

## Lage
Die Kaisermühle befindet sich abseits des Siedlungsgebiets von Wernersberg im Westen der Gemarkung am Rimbach, genauer an dessen Abzweigung Mühlbach. In diesem Bereich mündet in ihn von rechts der Heischbach.

## Ensemble
Das Wohn- und Mühlengebäude bildet eine anderthalb bis zweigeschossige Baugruppe, die über Krüppelwalmdächer verfügt und die aus Rotsandstein errichtet wurde. Ebenfalls zum denkmalgeschützten Ensemble gehören die Mühlentechnik, die Scheune, die Hofmauer sowie die anliegende Bogenbrücke über den Rimbach.

## Geschichte
Die Mühle wird 1828 als „leyensche Mahlmühle“ erwähnt, womit auf die Eigentumsverhältnisse vor der Angliederung des Linken Rheinufers an Frankreich 1794 verwiesen wird. Für die Mitte des 19. Jahrhunderts ist die Bezeichnung „Wernersberger Mühle“ belegt, für das Jahr 1886 die Bezeichnung „Kaisermühle“. Sie war eine Getreide-, Säge- und Ölmühle. Das heutige Mühlengebäude mit Wohnhaus und zugehörigen Remisen wurde kurz vor 1865 errichtet.